# Chemická spotřeba kyslíku
Chemická spotřeba kyslíku (CHSK) patří mezi skupinová stanovení organických látek ve vodách. Při tomto stanovení se koncentrace organických látek určuje podle množství oxidačního činidla, spotřebovaného za daných podmínek k jejich oxidaci. Výsledek se následně přepočte na kyslíkové ekvivalenty a udává se jako miligram kyslíku odpovídající spotřebě činidla na 1 litr vody. V současné době se používají dvě varianty stanovení CHSK lišící se oxidačním činidlem, kterým může být buď dichroman draselný (metoda se pak označuje zkratkou CHSKCr) nebo manganistan draselný (metoda se pak označuje zkratkou CHSKMn).

## Manganometrické stanovení (CHSKMn)
Manganometrické stanovení CHSK (stanovení dle Kubela) probíhá v prostředí okyseleném kyselinou sírovou. Vzorek se zahřívá při teplotě 96–98 °C po dobu 10 minut s roztokem manganistanu draselného v prostředí kyseliny sírové. Část manganistanu se redukuje oxidovatelnými látkami přítomnými ve vzorku. Toto množství manganistanu se stanoví přídavkem roztoku šťavelanu sodného a následnou titrací jeho přebytku (ekvivalentní množství manganistanu spotřebovaného na oxidaci látek ve vzorku) roztokem manganistanu draselného. Pokud vzorek obsahuje větší množství chloridů (> 300 mg·l−1), způsobujících pozitivní chybu stanovení (oxidace na chlor), je nutné vzorek pro stanovení zředit. Metoda stanovení manganistanem draselným se v ČR používá pro stanovení vzorků s nízkou koncentrací organických látek, tedy zejména pitných a podzemních vod, kde se aktuálně často doplňuje nebo nahrazuje stanovením celkového organického uhlíku (TOC). Pro stanovení ve vodách odpadních se nepoužívá. 

## Stanovení dichromanem draselným (CHSKCr)
Metoda je založena na oxidaci organických látek ve vzorku dichromanem draselným v silně kyselém prostředí kyseliny sírové při varu trvajícím dvě hodiny za teploty 148 °C a s katalýzou stříbrnými ionty. Při oxidaci organických látek ve vzorku se dichromanové ionty redukují na ionty chromité. Nespotřebované množství dichromanu se následně zjišťuje odměrným stanovením nebo spektrofotometricky (tzv. semimikrometoda). Metoda stanovení dichromanem draselným je použitelná pro všechny typy vod, v ČR se však používá zejména pro vody odpadní.